# Omloop Het Nieuwsblad 2013
De Omloop Het Nieuwsblad, een eendaagse wielerwedstrijd in België, was in 2013 de 68e editie voor de mannen en de 8e editie voor de vrouwen. Beide koersen werden op zaterdag 23 februari verreden en beide met start en finish in Gent.

## Mannen
De 68e editie werd verreden op zaterdag 23 februari 2013, met start en aankomst in Gent over een parcours van ruim 198 kilometer.

### Favorieten
Doordat Tom Boonen nog herstellende was van een bacteriële infectie was er in het deelnemersveld van deze editie geen bovenuitstekende topfavoriet aan te wijzen. Wel hadden een aantal teams verschillende ijzers in het vuur. Naast Boonen had Omega Pharma-Quickstep met Niki Terpstra en Zdeněk Štybar twee andere kanshebbers in de gelederen. Blanco Pro Cycling had met Lars Boom, die in het prille seizoen al twee overwinningen op zijn naam had staan, en de winnaar van de vorige editie van de Omloop, Sep Vanmarcke, twee favorieten in huis. Voor BMC Racing Team behoorden Thor Hushovd (winnaar in 2009) en Greg Van Avermaet (winnaar in 2006 en 2008) tot de kanshebbers. Andere favorieten waren Filippo Pozzato (winnaar in 2007) van Team Katjoesja, Jürgen Roelandts van Lotto-Belisol, die beiden met een overwinning eerder in het seizoen hun goede vorm toonden, en de veteraan Juan Antonio Flecha (winnaar in 2010) van Vacansoleil-DCM.

### Verloop
Het werd een koude start van het Vlaamse wielerseizoen. Tijdens de ganse wedstrijd bleef de temperatuur onder het vriespunt en de renners kwamen dan ook warm ingeduffeld aan het vertrek.
Ondanks de kou slaagden negen renners er na een uurtje in om weg te geraken en weg te blijven: Preben Van Hecke, Nico Sijmens, Florian Vachon, Julien Fouchard, Gatis Smukulis, Cyril Lemoine, Jérôme Cousin, Zakkari Dempster en Will Clarke. Ze reden lange tijd voorop, maar meer dan vijf minuten zou hun voorsprong nooit bedragen. Op weg naar de hellingen begon hun voorsprong te slinken, vooral onder impuls van aanvallen van onder meer Sep Vanmarcke, Sebastian Langeveld, Sylvain Chavanel en Marco Bandieri.
Intussen dunde het peloton langzaam uit en een elitegroepje van favorieten vormde zich. Dit groepje hield niet lang stand: Greg Van Avermaet sprong weg, samen met Jürgen Roelandts en even later onder meer nog Stijn Vandenbergh en Luca Paolini. Met zijn tienen reden ze op de eindmeet af. Op 26 kilometer demarreerde Vandenbergh, enkel gevolgd door Paolini, die gemakkelijk de spurt won. Van de achtervolgers sprintte Sven Vandousselaere naar de derde plek. Door afwezigheid van de favorieten in de strijd om de overwinning kreeg deze editie een verrassend podium.

### Parcours
Hellingen
In totaal werden 12 hellingen opgenomen in het parcours.
| Nummer | Naam          | Kilometer | Bestrating | Lengte (m) | Gemiddelde helling |
| ------ | ------------- | --------- | ---------- | ---------- | ------------------ |
| 1      | Leberg        | 60        | asfalt     | 950        | 4,2%               |
| 2      | Berendries    | 64        | asfalt     | 936        | 7%                 |
| 3      | Tenbosse      | 69        | asfalt     | 450        | 6,9%               |
| 4      | Eikenmolen    | 74        | asfalt     | 610        | 5,9%               |
| 5      | Oude Steenweg | 85        | kasseien   |            |                    |
| 6      | Valkenberg    | 103       | asfalt     | 540        | 8,1%               |
| 7      | Kruisberg     | 132       | asfalt     | 1875       | 4,8%               |
| 8      | Taaienberg    | 142       | kasseien   | 530        | 6,6%               |
| 9      | Eikenberg     | 147       | kasseien   | 1200       | 5,2%               |
| 10     | Varent        | 152       | asfalt     | 1225       | 5,6%               |
| 11     | Leberg        | 158       | asfalt     | 950        | 4,2%               |
| 12     | Molenberg     | 163       | kasseien   | 463        | 7%                 |

Kasseistroken
Naast de hellingen met kasseibestrating werden nog 8 vlakke kasseistroken opgenomen in het parcours.
| Nummer | Naam             | Kilometer | Lengte (m) |
| ------ | ---------------- | --------- | ---------- |
| 1      | Haaghoek         | 57        | 2000       |
| 2      | Haaghoek         | 111       | 2000       |
| 3      | Donderij         | 137       | 800        |
| 4      | Haaghoek         | 155       | 2000       |
| 5      | Paddestraat      | 168       | 2300       |
| 6      | Lippenhovestraat | 171       | 1300       |
| 7      | Lange Munte      | 178       | 2500       |
| 8      | Steenakker       | 199       | 700        |

### Deelnemende ploegen
| ProTeam                                                                                                 | ProTeam                                                                                          | Professioneel continentaal                                                                                | Professioneel continentaal |
| --- | ------------------------------------------------------------------------------------------------ | --- | --- |
| AG2R-La Mondiale FDJ BMC Racing Team Team Garmin-Sharp Vacansoleil-DCM Blanco Pro Cycling Argos-Shimano | Lotto-Belisol Omega Pharma-Quickstep Sky ProCycling Orica-GreenEdge Team Katjoesja Lampre-Merida | Topsport Vlaanderen-Baloise Crelan-Euphony Accent.Jobs-Wanty Team NetApp-Endura Vini Fantini-Selle Italia | Cofidis, Solutions Crédit Sojasun Bretagne-Séché Environnement Team Europcar MTN-Qhubeka IAM Cycling Champion System Pro Cycling Team |

### Uitslag
| Plaats  | Naam                | Ploeg                       | Tijd     |
| ------- | ------------------- | --------------------------- | -------- |
| Winnaar | Luca Paolini        | Katjoesja                   | 4u52'16" |
| 2       | Stijn Vandenbergh   | Omega Pharma-Quickstep      | z.t.     |
| 3       | Sven Vandousselaere | Topsport Vlaanderen-Baloise | + 1'13"  |
| 4       | Geraint Thomas      | Sky ProCycling              | z.t.     |
| 5       | Greg Van Avermaet   | BMC Racing Team             | z.t.     |
| 6       | Marco Bandiera      | IAM Cycling                 | z.t.     |
| 7       | Sylvain Chavanel    | Omega Pharma-Quickstep      | z.t.     |
| 8       | Jürgen Roelandts    | Lotto-Belisol               | z.t.     |
| 9       | Maarten Wynants     | Blanco Pro Cycling          | z.t.     |
| 10      | Egoitz García       | Cofidis                     | z.t.     |
|         |                     |                             |          |
| 25      | Bert-Jan Lindeman   | Vacansoleil-DCM             | +6'27"   |

## Vrouwen
De 8e editie werd in de ochtend verreden op zaterdag 25 februari van Gent naar Gent over 125 kilometer. Van de 196 rensters op de startlijst bereikten er 64 de finish. De Australische Tiffany Cromwell won de koers en volgde daarmee haar ploeggenote bij Orica-AIS, de Nederlandse Loes Gunnewijk, op de erelijst op.

### Deelnemende ploegen
Er namen 18 UCI-ploegen, zes clubteams en een nationaalteam deel.
| UCI-teams Argos-Shimano Boels Dolmans Cycling Team Cramo Go:Green CyclelivePLUS-Zannata Faren-Let's go Finland Hitec Products Lotto-Belisol Ladies Orica-AIS Rabobank-Liv Giant RusVelo Sengers Ladies Cycling Team Specialized-lululemon Futurumshop.nl-Polaris Team TIBCO-To The Top Top Girls Fassa Bortolo Topsport Vlaanderen-Bioracer Vienne Futuroscope Wiggle Honda | Clubteams Autoglass Wetteren-Group Solar Breast Cancer Care Cycling Team De Sprinters Malderen Endura Lady Force Keukens Redant Cycling Team Parkhotel Valkenburg Nationaalteam Verenigde Staten |

### Uitslag
| Rang | Renster                | Ploeg                       | Tijd    |
| ---- | ---------------------- | --------------------------- | ------- |
| 1    | Tiffany Cromwell       | Orica-AIS                   | 3u34'00 |
| 2    | Megan Guarnier         | Rabobank-Liv Giant          | + 0'03  |
| 3    | Emma Johansson         | Orica-AIS                   | + 0'12  |
| 4    | Annemiek van Vleuten   | Rabobank-Liv Giant          | z.t.    |
| 5    | Shelley Olds           | Team TIBCO-To The Top       | z.t.    |
| 6    | Ellen van Dijk         | Specialized-lululemon       | z.t.    |
| 7    | Chantal Blaak          | Team TIBCO-To The Top       | z.t.    |
| 8    | Anna van der Breggen   | Sengers Ladies Cycling Team | z.t.    |
| 9    | Roxane Knetemann       | Rabobank-Liv Giant          | z.t.    |
| 10   | Loes Gunnewijk         | Orica-AIS                   | z.t.    |
|      |                        |                             |         |
| 15   | Annelies Van Doorslaer | CyclelivePLUS-Zannata       | + 4'39" |

1945 · 1946 · 1947 · 1948 · 1949 · 1950 · 1951 · 1952 · 1953 · 1954 · 1955 · 1956 · 1957 · 1958 · 1959 · 1960 · 1961 · 1962 · 1963 · 1964 · 1965 · 1966 · 1967 · 1968 · 1969 · 1970 · 1971 · 1972 · 1973 · 1974 · 1975 · 1976 · 1977 · 1978 · 1979 · 1980 · 1981 · 1982 · 1983 · 1984 · 1985 · 1986 · 1987 · 1988 · 1989 · 1990 · 1991 · 1992 · 1993 · 1994 · 1995 · 1996 · 1997 · 1998 · 1999 · 2000 · 2001 · 2002 · 2003 · 2004 · 2005 · 2006 · 2007 · 2008 · 2009 · 2010 · 2011 · 2012 · 2013 · 2014 · 2015 · 2016 · 2017 · 2018 · 2019 · 2020 · 2021 · 2022 · 2023 · 2024 · 2025
Etappewedstrijden

 Ster van Bessèges · 
 Ronde van de Middellandse Zee · 
 Ruta del Sol · 
 Ronde van de Algarve · 
 Ronde van de Haut-Var · 
 Driedaagse van West-Vlaanderen · 
 Internationale Wielerweek · 
 Internationaal Wegcriterium · 
 Driedaagse van De Panne-Koksijde · 
 Ronde van de Sarthe · 
 Ronde van Trentino · 
 Ronde van Turkije · 
 Ronde van Asturië · 
 Vierdaagse van Duinkerke · 
 Ronde van Azerbeidzjan · 
 Szlakiem Grodòw Piastowskich · 
 Ronde van Castilië en León · 
 Ronde van Picardië · 
 Ronde van Noorwegen · 
 World Ports Classic · 
 Ronde van Beieren · 
 Ronde van België · 
 Tour des Fjords · 
 Ronde van Estland · 
 Ronde van Luxemburg · 
 Boucles de la Mayenne · 
 Ster ZLM Toer · 
 Ronde van Slovenië · 
 Route du Sud · 
 Ronde van Oostenrijk · 
 Sibiu Cycling Tour · 
 Ronde van Wallonië · 
 Ronde van Portugal · 
 Ronde van Denemarken · 
 Ronde van de Ain · 
 Ronde van Burgos · 
 Arctic Race of Norway · 
 Ronde van de Limousin · 
 Ronde van Poitou-Charentes · 
 Wielerweek van Lombardije · 
 Ronde van Groot-Brittannië · 
 Ronde van Gévaudan Languedoc-Roussillon · 
 Eurométropole Tour
Eendaagse wedstrijden

 GP La Marseillaise · 
 Grote Prijs van de Etruskische Kust · 
 Trofeo Palma · 
 Trofeo Ses Salines · 
 Trofeo Serra de Tramuntana · 
 Trofeo Platja de Muro · 
 Trofeo Laigueglia · 
 Ronde van Murcia · 
 Omloop Het Nieuwsblad · 
 Classic Sud Ardèche · 
 GP Lugano · 
 Clásica de Almería · 
 Kuurne-Brussel-Kuurne · 
 La Drôme Classic · 
 Le Samyn · 
 GP Città di Camaiore · 
 Strade Bianche · 
 Roma Maxima · 
 Ronde van Drenthe · 
 Dwars door Drenthe · 
 Nokere Koerse · 
 GP Nobili Rubinetterie · 
 Handzame Classic · 
 Classic Loire-Atlantique · 
 Grote Prijs van Cholet-Pays de Loire · 
 Dwars door Vlaanderen · 
 Route Adélie de Vitré · 
 Volta Limburg Classic · 
 Grote Prijs Miguel Indurain · 
 Ronde van La Rioja · 
 Scheldeprijs · 
 GP Pino Cerami · 
 Klasika Primavera · 
 Parijs-Camembert · 
 Brabantse Pijl · 
 GP Denain · 
 Ronde van de Finistère · 
 Tro Bro Léon · 
 Ronde van Keulen · 
 La Roue Tourangelle · 
 Rund um den Finanzplatz Eschborn-Frankfurt · 
 Ronde van de Somme · 
 ProRace Berlin · 
 Grote Prijs van Plumelec · 
 Boucles de l'Aulne · 
 Ronde van Zeeland Seaports · 
 Trofeo Melinda · 
 GP Kanton Aargau · 
 Ronde van Limburg · 
 Ronde van de Apennijnen · 
 Halle-Ingooigem · 
 Trofeo Matteotti · 
 Prueba Villafranca de Ordizia · 
 GP Industria & Artigianato-Larciano · 
 Ronde van Toscane · 
 Circuito de Getxo · 
 Polynormande · 
 RideLondon Classic · 
 GP Stad Zottegem · 
 Dutch Food Valley Classic · 
 Châteauroux Classic de l'Indre · 
 Druivenkoers Overijse · 
 Ronde van Veneto · 
 Schaal Sels · 
 Memorial Rik Van Steenbergen · 
 Brussels Cycling Classic · 
 GP Fourmies · 
 Ronde van de Doubs · 
 GP Jef Scherens · 
 Coppa Bernocchi · 
 Coppa Agostoni · 
 GP van Wallonië · 
 Ronde van de Drie Valleien · 
 Kampioenschap van Vlaanderen · 
 Memorial Marco Pantani · 
 Grote Prijs Impanis-Van Petegem · 
 GP van Isbergues · 
 GP Industria & Commercio di Prato · 
 Omloop van het Houtland · 
 Duo Normand · 
 Milaan-Turijn · 
 Ronde van Piëmont · 
 Ronde van het Münsterland · 
 Pro Cycling Marathon · 
 Ronde van de Vendée · 
 Memorial Frank Vandenbroucke · 
 Coppa Sabatini · 
 Parijs-Bourges · 
 Ronde van Emilia · 
 GP Beghelli · 
 Parijs-Tours · 
 Nationale Sluitingsprijs · 
 Ronde van Romagna · 
 Chrono des Nations